# Dardaj
Dardaj ali tudi Dardak je rezijansko bajeslovno bitje, poznano iz vasi Solbica. Pogojno ga lahko uvrstimo v slovensko mitologijo, čeprav slovenska etnogeneza med Rezijani ni bila nikoli zaključena. Necivilizirani orjak Dardaj, ki je okrog hodil nag, in ki je imel tako veliko moč, da je lahko ruval drevesa s koreninami vred, je sicer pripadal solbiškemu rodu, a je živel malo zunaj vasi Solbice, pod goro Sart, kjer je pasel svoje koze in ovce. Svojim krajanom je priskočil na pomoč, ko so se sosedi hoteli polastiti vaških pašnikov, ali ko so gradili cerkev (svetišče). Boj za pašnike ali boj za čredo je sicer eden od glavnih in najbolj razširjenih mitoloških motivov. Dardaj je bil za civilizirane ljudi preveč tuj, saj so mnogi njegovi sovaščani menili, da je za njih na nek način tudi nevaren. Dardaj po kriteriju Georgesa Dumézila spada med junake Vāyujevega  tipa; torej med neke vrste človeške zveri, ki niso ne lepe, ne posebej bistroumne, in ki se praviloma bojujejo same - bodisi goloroke ali pa s kijem oziroma preprostim orožjem. V svoji pojavnosti nekoliko spominja na Martina Krpana in na rezijanskega ljudskega junaka Löla Kotlića.